# Педіокок
Педіокок (Pediococcus) — рід грампозитивних молочнокислих бактерій родини Lactobacillaceae.

## Опис
Вони, зазвичай, зустрічаються в парі або тетрадах і діляться вздовж двох площин симетрії, як і інші молочнокислі бактерії.

## Значення

### Харчова промисловість
Pediococcus  разом з іншими молочнокислими бактеріями, такими як Leuconostoc та Lactobacillus, бере участь у квашенні капусти. У цьому процесі цукор у свіжій капусті ферментується на молочну кислоту, що дає квашеній капусті кислий смак і можливість тривалого зберігання. Бактерії Pediococcus, як правило, вважаються забруднюючими у пиві та вині, хоча їхня присутність іноді бажана у деяких видах пива, таких як ламбік та берлінське біле. Деякі ізоляти з педіококу виробляють діацетил, який надає маслянистий або олійний аромату деяким винам (наприклад, Шардоне) та видам пива. Види педіококів часто використовуються в інокулянтах силосу. Педіококи використовуються як пробіотики, і, зазвичай, додаються як корисні мікроби при створенні сирів та йогуртів.